# Eana freii
Eana freii is een vlinder uit de familie bladrollers (Tortricidae). De wetenschappelijke naam is voor het eerst geldig gepubliceerd in 1945 door Weber.
De soort komt voor in Europa.